# Bách bộ Nam Bộ
Bách bộ Nam Bộ (danh pháp: Stemona cochinchinensis) là một loài thực vật có hoa trong họ Stemonaceae. Loài này được Gagnep. miêu tả khoa học đầu tiên năm 1934.